# Lagarrigue (Tarn)
Lagarrigue – miejscowość i gmina we Francji, w regionie Oksytania, w departamencie Tarn.
Według danych na rok 1990 gminę zamieszkiwało 1695 osób, a gęstość zaludnienia wynosiła 349 osób/km² (wśród 3020 gmin regionu Midi-Pireneje Lagarrigue plasuje się na 209. miejscu pod względem liczby ludności, natomiast pod względem powierzchni na miejscu 1498.).